# Bandiera dell'Atollo di Palmyra
La bandiera ufficiale dell'Atollo di Palmyra è la bandiera degli Stati Uniti, anche se è in vigore un'altra non ufficiale.

## Descrizione
La bandiera non ufficiale è divisa in tre strisce orizzontali colorate, rispettivamente dall'alto in basso, di rosso, blu scuro e giallo. Nella striscia rossa è presente un segmento circolare ad una base giallo che occupa la gran parte di quest'ultimo. L'immagine rappresentata dalla bandiera è associabile ad un tramonto: il rosso scuro indica il cielo della sera, il segmento circolare il sole che scompare dietro il mare (la striscia blu scura), mentre la striscia più bassa indica la sabbia di una spiaggia.

### Costruzione

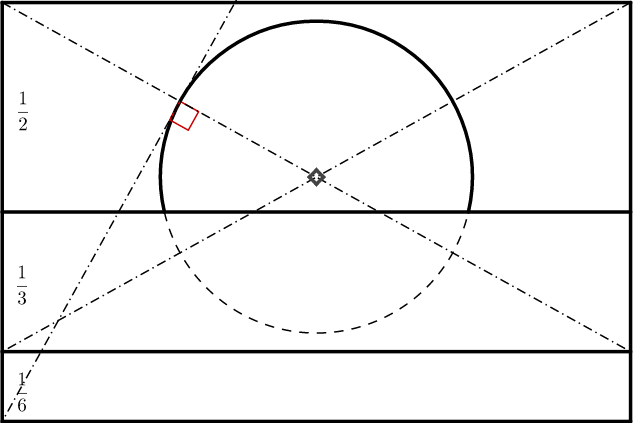
Costruzione della bandiera.

La bandiera ha una sua costruzione geometrica. Il rapporto tra i suoi lati è di 2:3 e la larghezza della striscia rossa corrisponde ad un mezzo, quella della striscia blu scura ad un terzo e quella della striscia gialla ad un sesto del lato minore della bandiera. Il disco solare ha come centro l'incrocio delle diagonali del rettangolo formato dalle strisce blu e rosso scuro, mentre come raggio la distanza tra il centro e l'incrocio tra una delle diagonali e la sua perpendicolare passante per uno degli angoli della bandiera, in modo tale che il punto formatosi si trovi all'interno dei bordi.